# 就地高考
就地高考，指高考报名条件为考生的学籍所在地，也就是说考生的学籍在哪里，就在哪里参加高考，其目的是为了取消大学生招生的地域歧视，此举被大多数人看作是平等招生方案，也被期望能够解决打工子女的高考问题。
在提出这个概念之前，一直实行的是户籍制高考，也就是说，考生必须到户口籍贯所在地参加高考，这就是许多人说的户籍限制，一些考生认为高考移民、分数差异、流动人口将会带来许多不公平。
就地高考已经提出多年，现在面临的问题许多。“就地高考一旦放开,流动人口子女将随迁就读北京、上海等经济发达地方的高校,这对流动人口的务工流向将产生极大的激励作用,给流入地的教育、经济、就业及人口管理等都带来很大压力。“就地高考可能解决了流动人口子女的升学问题,但也可能随之带来其他诸多矛盾或不满。
如果推行深入的自主招生改革,赋予高校充分的自主权,获得高校自主招生资格的学生不再参加集中录取,这就实现了高考与户籍的脱离。自主招生的高校,在结合考生统一考试成绩、中学学科成绩、中学综合表现和大学面试考察评价学生时,可再加入地区教育因素,对不同地区学籍的学生实行加分或者减分,由此实现招生录取的公平。
近日,来自北京大学、清华大学的十五位专家和随迁子女家长上书国务院,呼吁取消高考户籍限制,期待流动人口子女能在流入地“就地高考”,此举迅速迎来了一片赞同之声。